# Protea parvula
Protea parvula är en tvåhjärtbladig växtart som beskrevs av John Stanley Beard. Protea parvula ingår i släktet Protea och familjen Proteaceae. Inga underarter finns listade i Catalogue of Life.